# Koszovó a 2018. évi téli olimpiai játékokon
Koszovó a dél-koreai Phjongcshangban megrendezett 2018. évi téli olimpiai játékok egyik részt vevő nemzete volt. Az országot az olimpián 1 sportágban 1 sportoló képviselte, aki érmet nem szerzett.

## Alpesisí
Férfi
| Versenyző    | Versenyszám            | 1. futam | 1. futam | 2. futam | 2. futam | Összesítés | Összesítés |
| Versenyző    | Versenyszám            | Idő      | Hely.    | Idő      | Hely.    | Idő        | Helyezés   |
| ------------ | ---------------------- | -------- | -------- | -------- | -------- | ---------- | ---------- |
| Albin Tahiri | Lesiklás               |          |          |          |          | 1:48,81    | 50.        |
| Albin Tahiri | Óriás-műlesiklás       | 1:19,49  | 65.      | 1:17,98  | 55.      | 2:37,47    | 56.        |
| Albin Tahiri | Műlesiklás             | 1:00,80  | 48.      | 1:02,13  | 39.      | 2:02,93    | 39.        |
| Albin Tahiri | Szuperóriás-műlesiklás |          |          |          |          | 1:32,74    | 47.        |

| Versenyző    | Versenyszám | Lesiklás | Lesiklás | Műlesiklás | Műlesiklás | Összesítés | Összesítés |
| Versenyző    | Versenyszám | Idő      | Hely.    | Idő        | Hely.      | Idő        | Helyezés   |
| ------------ | ----------- | -------- | -------- | ---------- | ---------- | ---------- | ---------- |
| Albin Tahiri | Összetett   | 1:23,84  | 55.      | 59,56      | 36.        | 2:23,40    | 37.        |